# Goizeder Victoria Azúa Barríos
Goizeder Victoria Azúa Barríos (ur. 23 lutego 1984 w San Felipe, Wenezuela) – wenezuelska modelka, Miss International z 2003 roku. W 2002 roku zdobyła tytuł Miss Carabobo i zwyciężyła konkurs Miss World Wenezuela.